# انتخابات سراسری اسپانیا (۲۰۱۶)
انتخابات سراسری اسپانیا ۲۰۱۶ در روز یکشنبه ۲۶ ژوئن ۲۰۱۶ برای انتخاب دوازدهمین کرتس خنرالس برگزار شد. در این انتخابات هم‌چنین احزاب انتخاباتی برای تصاحب ۳۵۰ کرسی مجلس نمایندگان و ۲۰۸ کرسی از ۲۶۶ کرسی مجلس سنا رقابت کردند.
در انتخابات سال ۲۰۱۵ هیج حزبی حائز اکثریت آرا نشد و به این ترتیب یکی از پراکنده‌ترین مجالس اسپانیا از لحاظ تقسیم کرسی‌ها میان احزاب از سال ۱۹۷۷ شکل گرفت. مذاکرات متعاقب آن انتخابات بی‌حاصل بود و منجر به بن‌بست سیاسی شد، با شکست در مذاکرات ائتلاف راه برای برگزاری انتخابات مجدد در ۲۶ ژوئن ۲۰۱۶ هموار شد.